# روبر دومونتوآز
روبر دومونتوآز (فرانسوی: Robert Dumontois‎؛ زادهٔ ۶ اوت ۱۹۴۱) قایقران روئینگ اهل فرانسه است.
وی در مسابقات کشوری و بین‌المللی در مجموع برندهٔ ۱ مدال نقره، ۲ مدال برنز شده‌است.